# المفارقة الخضراء

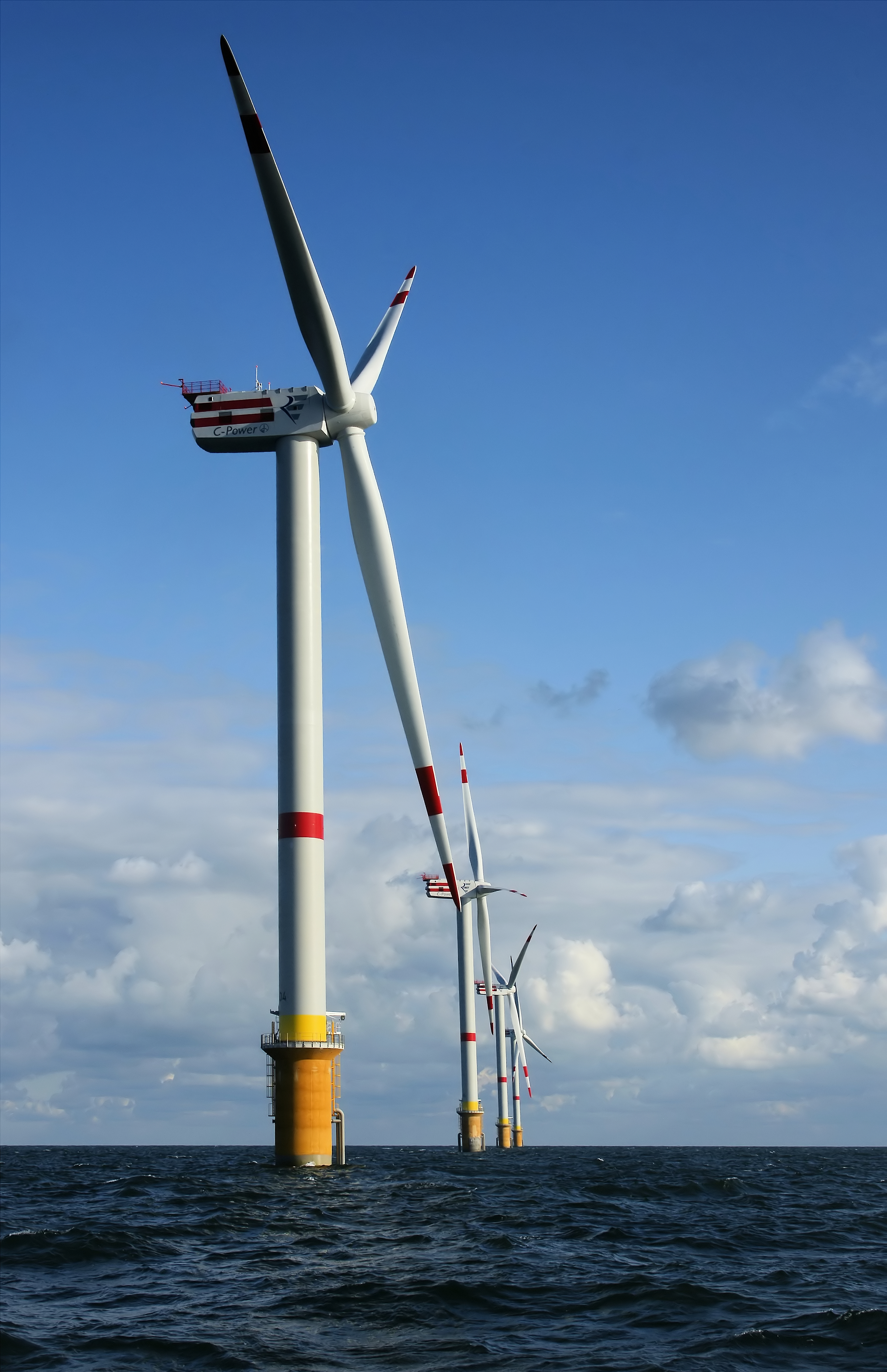
الطاقة المتجددة في بحر الشمال: دور توربينات الرياح الحديثة في التحول البيئي

المفارقة الخضراء هو عنوان كتاب مثير للجدل للاقتصادي الألماني، هانز فيرنر سين، يصف ملاحظة أن السياسة البيئية التي تصبح أكثر اخضرارًا مع مرور الوقت تعمل مثل مصادرة مُعلنة لأصحاب موارد الوقود الأحفوري، مما يدفعهم إلى ذلك. تسريع استخراج الموارد وبالتالي تسريع الاحتباس الحراري.

## الخط الرئيسي للتفكير
إن خط التعليل الذي تتبناه المفارقة الخضراء يبدأ بالاعتراف بحقيقة أساسية لا مفر منها: ألا وهي أن كل ذرة كربون في الغاز أو الفحم أو النفط المستخرج من الأرض لاستخدامها كوقود ينتهي به المطاف في الغلاف الجوي، وخاصة إذا كانت عمليات الاحتراق ذات الكفاءة العالية تضمن ألا ينتهي أي جزء منها إلى السخام. سيبقى حوالي ربع الكربون المنبعث في الغلاف الجوي عمليًا إلى الأبد، مما يساهم في تأثير الاحتباس الحراري الذي يتسبب في الانحباس الحراري العالمي.
وبصرف النظر عن التشجير، فإن أمرين فقط من الممكن أن يخففا من تراكم الكربون في الغلاف الجوي: إما أن يتم استخراج كميات أقل من الكربون من الأرض، أو أن يتم حقنه تحت الأرض بعد حصاده للطاقة.[بحاجة لمصدر]
تتحرك جهود السياسة البيئية، ولا سيما الجهود الأوروبية، في الاتجاه الأول، بهدف تعزيز ثاني أكسيد الكربون البديل ومصادر طاقة خالية واستخدام أكثر كفاءة للطاقة، وكلاهما من شأنه أن يخفض الطلب على الهيدروكربونات. بينما يدعي المؤلف، هانز فيرنر سين على وجه الخصوص أن مخططات دعم مصادر الطاقة المتجددة لها تأثير ضئيل، فإنه يتجاهل الدعم الحكومي لاستهلاك وإنتاج الوقود الأحفوري.[بحث أصيل] في بلدان منظمة التعاون الاقتصادي والتنمية والاقتصادات الناشئة الرئيسية، فإن هذا الدعم مرتفع، حيث يصل إلى 160-200 مليار دولار أمريكي سنويًا، وفقًا لتقرير منظمة التعاون الاقتصادي والتنمية. ويقال إن هذا الدعم يعيق الجهود العالمية للحد من الانبعاثات ومكافحة تغير المناخ.
ووفقاً لسياسات سين الخضراء، فإنه من خلال التبشير بتشديد تدريجي للسياسة على مدى العقود المقبلة، فإنه يمارس ضغطاً هبوطياً أقوى على الأسعار المستقبلية مقارنة بالأسعار الحالية، وبالتالي ينخفض معدل ارتفاع قيمة رأس المال في رواسب الوقود الأحفوري. ينظر مالكو هذه الموارد بقلق إلى هذا التطور ويتفاعلون من خلال زيادة أحجام الاستخراج، وتحويل العائدات إلى استثمارات في أسواق رأس المال، والتي توفر عوائد أعلى. هذه هي المفارقة الخضراء: السياسة البيئية التي من المقرر أن تصبح أكثر اخضرارًا بمرور الوقت تعمل كمصادرة معلنة للملكية تدفع المالكين إلى الرد من خلال تسريع معدل استخراج مخزون الوقود الأحفوري، وبالتالي تسريع تغير المناخ.
تتمتع البلدان التي لا تشارك في جهود كبح الطلب بميزة مزدوجة. إنهم يحرقون الكربون الذي حررته البلدان الخضراء (تأثير التسرب) كما يحرقون الكربون الإضافي المستخرج كرد فعل على التخفيضات المعلنة والمتوقعة في الأسعار الناتجة عن التخضير التدريجي للسياسات البيئية (المفارقة الخضراء).
ويكتب سين في ملخصه: «إن استراتيجيات خفض الطلب تعمل ببساطة على خفض السعر العالمي للكربون وحث المخطئين البيئيين على استهلاك ما تكبدته بلدان كيوتو. والأسوأ من ذلك، أنه إذا شعر الموردون بالتهديد من جراء التخضير التدريجي للسياسات الاقتصادية في بلدان كيوتو التي من شأنها أن تضر بأسعارهم في المستقبل، فإنهم سيستخرجون مخزوناتهم بسرعة أكبر، مما يعجل بالاحترار العالمي».
ويؤكد سين أن أحد شروط المفارقة الخضراء هو ندرة الموارد بمعنى أن سعرها سيكون دائما أعلى من تكاليف استخراج الوحدات واستكشافها مجتمعة. وهو يزعم أن هذا الشرط من المرجح أن يستوفى لأن تكنولوجيات الدعم سوف توفر في أفضل الأحوال بديلاً مثالياً للكهرباء، ولكن ليس للوقود الأحفوري. وأسعار الفحم والنفط الخام حاليا أعلى بكثير من تكاليف الاستكشاف والاستخراج المقابلة مجتمعة.[بحاجة لمصدر]

## حلول عملية
ويجب أن تركز السياسة المناخية الفعالة على جانب العرض المهمل حتى الآن من سوق الكربون بالإضافة إلى جانب الطلب. ومن بين الطرق التي اقترحها سين عملياً فرض ضريبة على أرباح رأس المال المحتجزة على الاستثمارات المالية لأصحاب موارد الوقود الأحفوري، أو إنشاء نظام عالمي سلس لمقايضة الانبعاثات من شأنه أن يضع حداً أعلى للاستهلاك العالمي للوقود الأحفوري، وبالتالي تحقيق التخفيض المنشود في معدلات استخراج الكربون.
وقد يكون أحد الاقتراحات لإيجاد حل أيضاً أن تدفع للموردين تكاليف تدمير الوقود الأحفوري (أو تحويله إلى مادة خام (وليس وقود))، وبالتالي التأكد من أن[بحاجة لتوضيح] للوقود الأحفوري ما زال يؤتي ثماره على جانب الطلب، في حين يحدث انخفاض في استخراج الكربون.

## الأعمال المتعلقة بالموضوع
تم عرض أفكار هانز فيرنر سين حول المفارقة الخضراء بالتفصيل في عدد من المقالات العلمية، محاضرة ثونن لعام 2007 في الاجتماع السنوي لمنظمة فيرين فوير الاجتماعية، خطابه الرئاسي في عام 2007 أمام المعهد الدولي للمالية العامة في وارويك، ورقتي عمل وكتاب باللغة الألمانية بعنوان «مفارقة داس غرون» (2008). إنهم يبنون على دراساته السابقة حول ردود فعل العرض لأصحاب الموارد الطبيعية على التغيرات السعرية المعلنة.